# Herbert Fechner

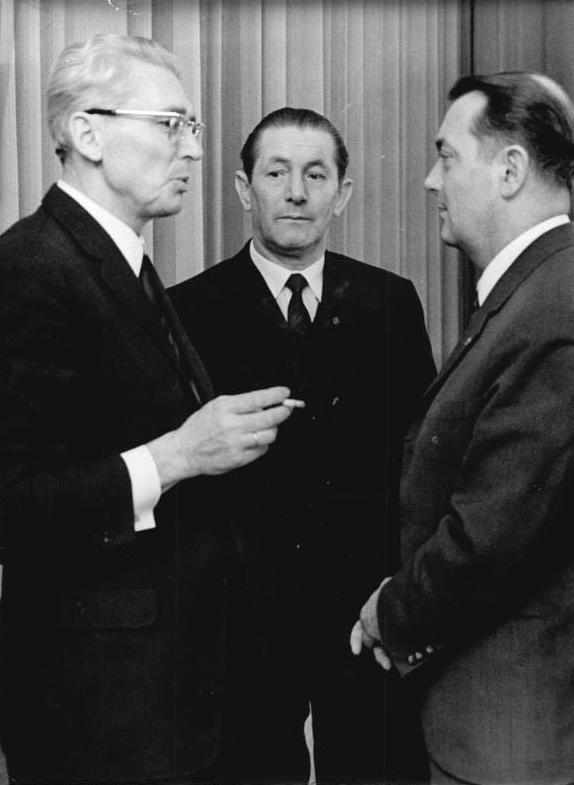
Herbert Fechner (links) im Gespräch mit Hans Rietz (Mitte) und Fritz Scharfenstein, 1970

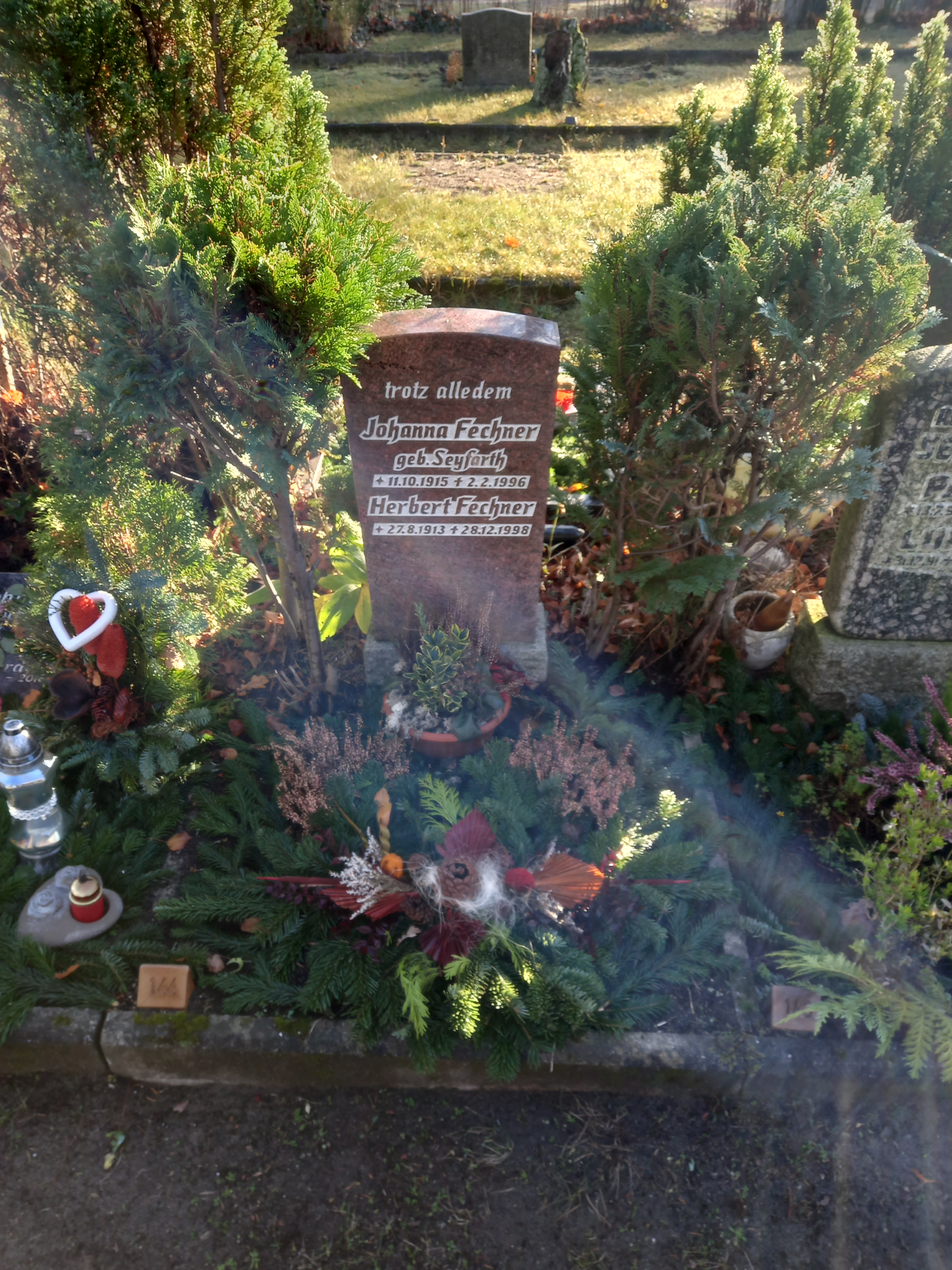
Das Grab von Herbert Fechner und seiner Ehefrau Johanna geborene Seyfarth auf dem Waldfriedhof Oberschöneweide in Berlin

Herbert Kurt Fechner (* 27. August 1913 in Berlin; † 28. Dezember 1998 ebenda) war ein deutscher Politiker (SED). Er war von 1967 bis 1974 Oberbürgermeister von Ost-Berlin.

## Leben
Fechner war Sohn eines Tischlers. Er erlernte den Beruf eines Telegrafenbauhandwerkers. 1927 wurde er Mitglied der SAJ und der Arbeitersportbewegung. 1940 und 1943 bis 1945 diente Fechner in der Wehrmacht und geriet zu Kriegsschluss in Kriegsgefangenschaft.
Er trat 1945 in die SPD ein, wurde 1946 Mitglied der SED und 1948 Sekretär der SED-Kreisleitung von Berlin-Lichtenberg, 1950/51 Erster Sekretär der SED-Kreisleitung von Berlin-Treptow. Von 1950 bis 1974 war er Mitglied der SED-Bezirksleitung Berlin. 1951 übernahm er im Magistrat die Ressorts Volksbildung bzw. Gesundheits- und Sozialwesen. Von 1953 bis 1961 war er stellvertretender Oberbürgermeister von Ost-Berlin und von 1954 bis 1976 Stadtverordneter. 1957 besuchte er die Parteihochschule der SED. Von 1961 bis 1967 war er Bezirksbürgermeister von Berlin-Köpenick, Mitglied der Stadtbezirksversammlung und der SED-Kreisleitung. 1963 nahm er ein Fernstudium an der Deutschen Akademie für Staats- und Rechtswissenschaft in Potsdam auf, das er 1965 als Diplom-Staatswissenschaftler abschloss. Von 1967 bis 1974 war er Oberbürgermeister von Ost-Berlin. 1967 wurde er auch Kandidat des ZK der SED (bis 1976) und Abgeordneter der Volkskammer (bis März 1990). Ab 1974 war er Vorsitzender der Interparlamentarischen Gruppe und Mitglied des Präsidiums der Liga für Völkerfreundschaft der DDR.
Von 1960 bis 1990 hatte Fechner das Amt des Vorsitzenden des Bundes Deutscher Segler (BDS), dem Segelverband der DDR, inne und war Mitglied im ständigen Komitee der International Yacht Racing Union (IYRU), die ihm 1990 ihre höchste Auszeichnung verlieh.
Sein Grab befindet sich auf dem Waldfriedhof Oberschöneweide.

## Auszeichnungen
- 1970 und 1973 Vaterländischer Verdienstorden
- 1981 Stern der Völkerfreundschaft in Silber
- 1984 Ehrenspange zum Vaterländischen Verdienstorden in Gold
- 1988 Karl-Marx-Orden